# Hugo Alfvén
Hugo Emil Alfvén (Stoccolma, 1º maggio 1872 – Falun, 8 maggio 1960) è stato un compositore, direttore d'orchestra e violinista svedese.
Giovane studente a Stoccolma, si perfezionò nella direzione d'orchestra presso Dresda. Dal 1910 al 1939 fu director musicae presso l'università di Uppsala.
Compose vari Lieder, un poema sinfonico, cinque Sinfonie, tre Rapsodie e undici Cantate, risentendo dello stile tardoromantico tedesco e del descrittivismo paesaggistico di Edvard Grieg e Jean Sibelius. Fu inoltre grande scrittore: pubblicò la sua autobiografia dal 1946.

## Opere
- Första satsen (1946)
- Tempo furioso (1948)
- I Dur och Moll (1949)
- Final (1952)